# Svarttjärnen (Lidens socken, Medelpad, 696062-155288)
Svarttjärnen är en sjö i Sundsvalls kommun i Medelpad och ingår i Indalsälvens huvudavrinningsområde.